# UFC Fight Night: Hunt vs. Mir
UFC Fight Night: Hunt vs. Mir（ユーエフシー・ファイトナイト：ハント・バーサス・ミア、別名UFC Fight Night 85）は、アメリカ合衆国の総合格闘技団体「UFC」の大会の一つ。2016年3月19日、オーストラリア・クイーンズランド州ブリスベンのブリスベン・エンターテイメント・センターで開催された。

## 大会概要
本大会ではマーク・ハントとフランク・ミアによるヘビー級ワンマッチが組まれた。

### カード変更
負傷などによるカードの変更は以下の通り。
- チャド・ラプリーズ → ダミアン・ブラウン（第1試合）

- アベル・トルヒーヨ → チャド・ラプリーズ（第2試合）

- ベン・グエン vs. ジャスティン・スコギンズ → スコギンズの負傷により中止

## 試合結果

### アーリープレリム
第1試合 ライト級ワンマッチ 5分3R
○  アラン・パトリック vs.  ダミアン・ブラウン ×
3R終了 判定3-0（30-26、30-27、30-27）
第2試合 ライト級ワンマッチ 5分3R
○  ロス・ピアソン vs.  チャド・ラプリーズ ×
3R終了 判定2-1（28-30、30-27、29-28）

### プレリミナリーカード
第3試合 ウェルター級ワンマッチ 5分3R
○  ヴィスカルジ・アンドラージ vs.  リッチ・ウォルシュ ×
3R終了 判定3-0（29-28、29-28、29-28）
第4試合 女子バンタム級ワンマッチ 5分3R
○  レスリー・スミス vs.  中井りん ×
3R終了 判定3-0（30-27、29-28、29-28）
第5試合 フェザー級ワンマッチ 5分3R
○  ダン・フッカー vs.  マーク・エディーヴァ ×
1R 1:24 ギロチンチョーク
第6試合 ウェルター級ワンマッチ 5分3R
○  アラン・ジョウバン vs.  ブレンダン・オライリー ×
1R 2:15 TKO（肘打ち連打→パウンド）

### メインカード
第7試合 女子ストロー級ワンマッチ 5分3R
○  ベック・ローリングス vs.  ハム・ソヒ ×
3R終了 判定3-0（30-27、30-27、29-28）
第8試合 ミドル級ワンマッチ 5分3R
○  スティーブ・ボッセ vs.  ジェームス・テフナ ×
1R 0:52 KO（右フック）
第9試合 ミドル級ワンマッチ 5分3R
○  ダニエル・ケリー vs.  アントニオ・カルロス・ジュニオール ×
3R 1:36 TKO（パウンド）
第10試合 ライト級ワンマッチ 5分3R
○  ジェイク・マシューズ vs.  ジョニー・ケース ×
3R 4:45 リアネイキドチョーク
第11試合 ウェルター級ワンマッチ 5分3R
○  ニール・マグニー vs.  ヘクター・ロンバード ×
3R 0:46 TKO（パウンド）
第12試合 ヘビー級ワンマッチ 5分5R
○  マーク・ハント vs.  フランク・ミア ×
1R 3:01 KO（右ストレート）

### 各賞
ファイト・オブ・ザ・ナイト： ジェイク・マシューズ vs. ジョニー・ケース
パフォーマンス・オブ・ザ・ナイト： マーク・ハント、ニール・マグニー
各選手にはボーナスとして5万ドルが支給された。